# Muhammad Sarir
Muhammad Sarir, Mohamed Serir (ar. محمد سرير; ur. 6 grudnia 1984) – algierski zapaśnik walczący w stylu klasycznym. Dwukrotny olimpijczyk. Trzynasty w Londynie 2012 w kategorii 66 kg i dwunasty w Pekinie 2008 w tej samej wadze.
Trzykrotny uczestnik mistrzostw świata, najlepszy jego wynik to 27 miejsce w 2011.
Srebrny medalista igrzysk afrykańskich w 2007. Zdobył sześć medali na mistrzostwach Afryki, złoty w 2008, 2010 i 2011. Trzeci na igrzyskach panarabskich w 2011 i na mistrzostwach śródziemnomorski w 2012. Mistrz arabski w 2010 i trzeci w 2012 roku.
- Turniej w Pekinie 2008

W pierwszej rundzie miał wolny los a potem przegrał z Rosjaninem Siergiejem Kowalenko.
- Turniej w Londynie 2012

Przegrał z Litwinem Edgarasem Venckaitisem i odpadł z turnieju.